# Takelot I
Hedyjeperra Setepenra Takelot, o Takelot I, fue el cuarto faraón de la dinastía XXII de Egipto; gobernó de 889 a 874 a. C. durante el Tercer periodo intermedio de Egipto.
Manetón, según la versión de Julio Africano, comentó que otros tres reyes siguieron a Osorton (Osorkon I), reinando estos 25 años, pero Eusebio de Cesarea no lo menciona.

## Biografía
Fue hijo de Osorkon I y Tashedjonsu. Se casó con Kapes y tuvo un hijo, el futuro Osorkon II.
Su hermano Iulot, Sumo sacerdote de Amón en Tebas, reivindicó el trono, aunque su pretensión no tendría éxito debido a la presencia de una guarnición cercana a Heracleópolis, pero la unidad del país y la situación política se vio alterada.
Es un rey poco documentado, del que se sabe muy poco y no dejó monumento alguno.
Takelot fue enterrado en panteón real de Tanis.

## Titulatura
| Titulatura | Jeroglífico | Transliteración (transcripción) - traducción - (referencias) |

| N5 | F12 | H6 |

| N5 | F12 | H6 |

| N5 | F12 | H6 |

| N5 | F12 | H6 |

| N5 | F12 | H6 |

| N5 | F12 | H6 |

| N5 | F12 | H6 |

| N5 | F12 | H6 |

| N5 | F12 | H6 |

| N5 | F12 | H6 |

| N5 | F12 | H6 |

| N5 | F12 | H6 |

| N5 | F12 | H6 |

| N5 | F12 | H6 |

| N5 | F12 | H6 |

| N5 | F12 | H6 |

| N5 | S1 | L1 | N5 | U21 · n |

| N5 | S1 | L1 | N5 | U21 · n |

| N5 | S1 | L1 | N5 | U21 · n |

| N5 | S1 | L1 | N5 | U21 · n |

| N5 | S1 | L1 | N5 | U21 · n |

| N5 | S1 | L1 | N5 | U21 · n |

| N5 | S1 | L1 | N5 | U21 · n |

| N5 | S1 | L1 | N5 | U21 · n |

| N5 | S1 | L1 | N5 | U21 · n |

| N5 | S1 | L1 | N5 | U21 · n |

| N5 | S1 | L1 | N5 | U21 · n |

| N5 | S1 | L1 | N5 | U21 · n |

| N5 | S1 | L1 | N5 | U21 · n |

| N5 | S1 | L1 | N5 | U21 · n |

| N5 | S1 | L1 | N5 | U21 · n |

| N5 | S1 | L1 | N5 | U21 · n |

| U33 | V31 · r | N17 · V13 |

| U33 | V31 · r | N17 · V13 |

| U33 | V31 · r | N17 · V13 |

| U33 | V31 · r | N17 · V13 |

| U33 | V31 · r | N17 · V13 |

| U33 | V31 · r | N17 · V13 |

| U33 | V31 · r | N17 · V13 |

| U33 | V31 · r | N17 · V13 |

| U33 | V31 · r | N17 · V13 |

| U33 | V31 · r | N17 · V13 |

| U33 | V31 · r | N17 · V13 |

| U33 | V31 · r | N17 · V13 |

| U33 | V31 · r | N17 · V13 |

| U33 | V31 · r | N17 · V13 |

| U33 | V31 · r | N17 · V13 |

| U33 | V31 · r | N17 · V13 |